# Apogonia pseudofloresiana
Apogonia pseudofloresiana är en skalbaggsart som beskrevs av Kobayashi 2009. Apogonia pseudofloresiana ingår i släktet Apogonia och familjen Melolonthidae. Inga underarter finns listade i Catalogue of Life.